# حصار غورازده
حصار غورازده يشير إلى الاشتباكات أثناء حرب البوسنة والهرسك (1992-1995) في مدينة غورازده وحولها في شرق البوسنة والهرسك.
في 4 مايو 1992 حاصر جيش جمهورية صرب البوسنة غورازده. كانت غورازده واحدة من ستة جيوب بوسنية إلى جانب سربرنيتسا وشيبا محاطة ومحاصرة من قبل جيش صرب البوسنة. بدأ جيش جمهورية صرب البوسنة حملة من القصف العشوائي حيث أصاب في كثير من الأحيان المباني المدنية وأوقع إصابات جماعية. في المقابل بدأت الوحدات المحلية التابعة لوزارة الداخلية البوسنية حملة انتقامية ضد صرب البوسنة والهرسك المدنيين الذين ما زالوا يعيشون في المدينة. تم القبض على العشرات من صرب البوسنة والهرسك المحليين وإعدامهم في المدرسة المحلية واحتُجز مائة آخرون بينهم نساء وأطفال قسرا كدروع بشرية لحماية مركز الشرطة من القصف. وعلى الرغم من وجود أفراد الأمم المتحدة طوال فترة الحصار لم يؤكد أي عضو في المجتمع الدولي أن مزاعم الإعدام ذات مصداقية. في أكتوبر 2019 أدانت محكمة الولاية في سراييفو إبرو مركيز بصفته الرئيس السابق لمركز الأمن العام للشرطة في غورازده باحتجاز صرب البوسنة والهرسك المدنيين بشكل غير قانوني ومعاملتهم بطريقة غير إنسانية بين منتصف يوليو 1992 و 4 أغسطس من نفس العام. حُكم على مركيز بالسجن لمدة عامين في حين تمت تبرئة رجلي شرطة سابقين آخرين وهما بريدراغ بوغونيتش وإسيف هوريتش من جميع التهم. وبُرئ مركيز كذلك من التهم المتعلقة بالفترة التي تلت 4 أغسطس 1992 بسبب إصابته وخضوعه للعلاج الطبي.
في أغسطس 1992 أنجزت كتائب درينا الضاربة الأولى والحادية والثلاثين التابعة لجيش جمهورية البوسنة والهرسك بنجاح دائرة العمليات وبالتالي طردت قوات جيش جمهورية صرب البوسنة من الضواحي الشرقية. ومع ذلك استمر الحصار.
في أبريل 1993 تم تحويل غورازده إلى منطقة آمنة تابعة للأمم المتحدة حيث كان من المفترض أن تردع الأمم المتحدة الهجمات على السكان المدنيين.
بين 30 مارس و 23 أبريل 1994 شن الصرب هجوما كبيرا على المدينة. بعد الضربات الجوية ضد الدبابات الصربية والمواقع الاستيطانية وإنذار الناتو وافقت القوات الصربية على سحب مدفعيتها ومركباتها المدرعة على بعد 20 كم (12 ميل) من المدينة.
في عام 1995 استهدف جيش جمهورية صرب البوسنة مرة أخرى غورازده الذي تجاهل الإنذار وشن هجوما على نقاط حراسة الأمم المتحدة. تم أخذ حوالي 350 من جنود الأمم المتحدة كرهائن لكن الرجال المتبقين من رويال ويلش فيوزيليرس الذين تمركزوا بالفعل هناك وقوات التعزيزات البوسنية منعوا جيش جمهورية صرب البوسنة من الاستيلاء على موقع الأمم المتحدة. تجنب غورادزه مصير سريبرينيتشا حيث استمر صرب البوسنة والهرسك في ذلك بعد المحاولة الفاشلة.

## الخسائر
وفقا لمركز الأبحاث والتوثيق في سراييفو رصد مقتل 511 مدنيا (126 صربي و385 من غير الصرب معظمهم من البوشناق) و1100 جندي خلال الحرب.